# Église réformée du Bouclier
L'église réformée du Bouclier – parfois appelée « temple du Bouclier » – est une église de culte protestant réformé située en plein cœur de Strasbourg. Elle est rattachée à l’Union des Églises protestantes d'Alsace et de Lorraine (UEPAL). 

## Histoire

### Les prémices
De toutes les anciennes paroisses protestantes de Strasbourg antérieures à la Révolution, celle de la rue du Bouclier est la plus récente, parce qu’elle n’a pas succédé directement, lors de l’adoption de la Réforme par cette ville en 1524, à une paroisse du Moyen Âge. Ses premiers fondements datent pourtant de la même année quand Lefèvre d'Étaples et les «Bibliens» de Meaux, suspectés d’«hérésie luthérienne», bientôt suivis par Guillaume Farel, vinrent se réfugier quelque temps dans ses murs. Dès lors, ils furent suivis par d’autres fugitifs, arrivant par petits groupes ou isolément, principalement du royaume de France, de la Lorraine ducale, de la principauté de Liège et des pays sous domination espagnole (Brabant, Flandre, Hainaut, Ardenne ou encore Franche-Comté). Ils constituèrent ainsi peu à peu une communauté, assez hétérogène, mais parlant le français ou ses formes régionales, ce qui la distinguait des fidèles des sept paroisses luthériennes de langue allemande. De temps à autre, un prédicateur francophone, comme le fit Guillaume Farel, la visitait, mais elle n’avait ni conducteur attitré, ni lieu propre de culte.

### Calvin (1538-1541)

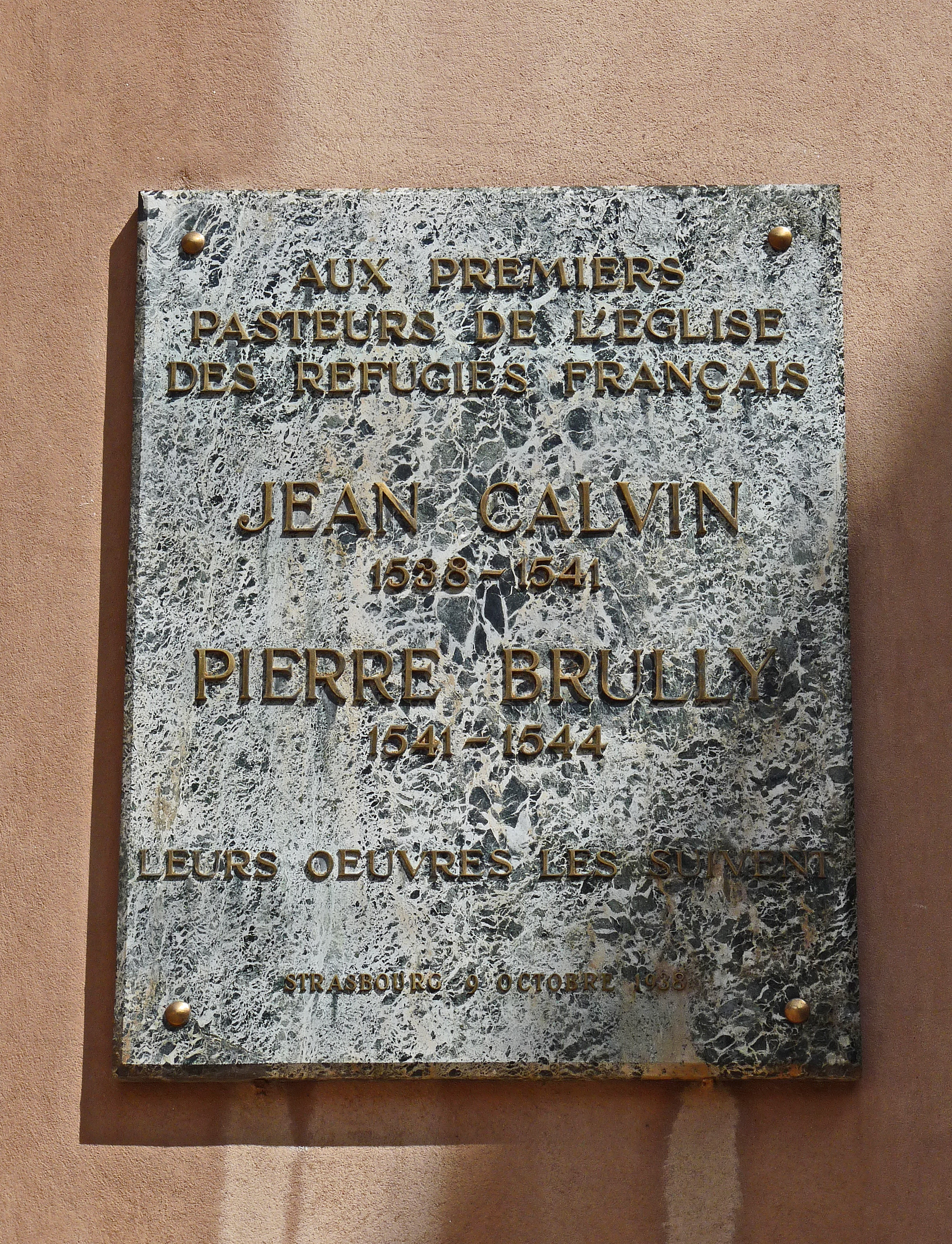
Plaque à la mémoire de Jean Calvin et Pierre Brully

Voyant leur nombre s’accroître, ayant pitié de leur abandon spirituel et s’inquiétant de la disparité de leurs convictions – certains avaient adhéré au mouvement anabaptiste – , le principal réformateur de la place, Martin Bucer, s’en émut et pressa ardemment son ami Jean Calvin, alors récemment chassé de Genève et replié à Bâle où il venait de publier la première version de son Institution de la religion chrétienne en latin, de venir à Strasbourg pour s’occuper de ce troupeau sans berger. Calvin était déjà passé brièvement par Strasbourg, fuyant Paris vers Bâle après l’affaire des Placards (1534), avant d’être entraîné à Genève par Guillaume Farel, mais il n’avait pu s’y maintenir et aspirait à une vie calme d’étude et de publication.
Le voilà donc à nouveau à Strasbourg en septembre 1538, bien accueilli et déjà célèbre de par son ouvrage. Bucer le charge d’un cours (en latin) de théologie à la Haute École qui vient d’être fondée sous la direction de Jean Sturm, lui aussi réfugié de Paris. La mission principale de Calvin est de « dresser » l’Église francophone, en s’inspirant des modèles mis en place par Bucer et ses collègues dans les paroisses luthériennes, tout en introduisant des innovations de son cru dans l’ordre du culte. L’une d’elles est le premier psautier en français qu’il publie en 1539 à Strasbourg et fait chanter sans accompagnement d’orgue par toute l’assemblée. Des réunions de prière et d’édification ont lieu en semaine, s'adjoignant au culte dominical. Ces offices sont célébrés successivement à Saint-Nicolas, à Sainte-Madeleine, en l’ancienne église des Dominicains (remplacée après 1870 par le Temple-Neuf) et à Saint-André, édifice démoli depuis. Calvin loge d’abord chez Bucer, rue Salzmann, puis après son mariage, béni par Farel en 1540, avec Idelette de Bure, d'origine liégeoise, réfugiée pour des raisons religieuses à Strasbourg avec son mari pasteur décédé entre-temps, le couple loge vraisemblablement au 2 rue du Bouclier, le presbytère actuel de la paroisse.
Calvin est pourtant enlevé à son poste dès 1541, par Guillaume Farel qui le somme de répondre favorablement à l’appel des Genevois. Il a passé à Strasbourg les plus heureuses années de sa vie. Il y a fondé la plus ancienne paroisse « réformée ». Il n’y reviendra qu’une seule fois, brièvement, mais fera adopter à Genève le modèle strasbourgeois. Ses beaux-fils, Humbert et Lambert de Bure, et, quelque temps, son frère Antoine, restent membres de la communauté strasbourgeoise.

### Après Calvin
Son continuateur Pierre Brully quitte assez vite Strasbourg pour Tournai, où il meurt en martyr en 1544. Valérand Poullain le remplace en 1544-1545 mais il y rencontre l’opposition de réformateurs protestants locaux. Cinq candidats postulent pour le poste, chacun devant prêcher devant un comité comprenant, entre autres, Jean Sturm, Emmanuel Tremellius, Valérand Poullain et Pierre Martyr, soutenu par Martin Bucer. Ses successeurs, Pierre Alexandre (1545), Jean Garnier (1545-1549), ne sont pas de la même trempe et affichent des convictions contestées jusqu'en plein culte par certains « anciens » ou conseillers presbytéraux. De nouveaux réfugiés arrivent, au gré des vagues de persécutions et des accalmies, comme les Champenois après le massacre de Wassy (1562), et parfois repartent. Ils accroissent l’hétérogénéité de la communauté francophone, souvent agitée et donc mal vue des autorités civiles locales (le Magistrat), qui soupçonnent ces welches d'être des espions du roi Henri II, venu assiéger la ville en 1552, et des autorités religieuses (le Convent ecclésiastique) qui supportent mal l'indiscipline et le refus des pasteurs de souscrire à l’orthodoxie luthérienne, symbolisée par la Concorde de Wittemberg.

### Fermeture de la paroisse
Finalement, en 1563, le Magistrat ordonne la suppression de la paroisse et le renvoi du pasteur. Ceux des fidèles qui ne se rattachent pas à une paroisse luthérienne – tous, assez vite, ont appris l’allemand – se réunissent en « assemblées d’édification » dans les maisons, mais ces séances sont à leur tour interdites. Elles se maintiennent cependant plus ou moins clandestinement jusqu’en 1585 : ainsi, cette année-là, Thomas Odino, de Saint-Mihiel, les accueille chez lui au 127 Grand-rue (l'actuelle rue Gutenberg). Bien qu’un colloque des Églises réformées de l’Est rhénan se tienne à Strasbourg en 1595, les réformés « opiniâtres » sont obligés de s’exiler ou de fréquenter épisodiquement la plus proche paroisse réformée, à Bischwiller. La plupart d'entre eux cependant, devenus bourgeois de la cité, s’adaptent et se résignent à se rattacher à l’une de ses paroisses luthériennes, d’autant plus que le Magistrat défend, le 10 décembre 1597, d’aller pratiquer hors ville.

### Une solution durable: Wolfisheim (1655-1788)
À la fin de la guerre de Trente Ans, en 1648, l’Alsace vaincue et devenue française en grande partie, se trouve couverte de ruines et fortement dépeuplée. Les principaux seigneurs territoriaux incitent notamment des Suisses à venir combler les espaces désertés. L'un d’eux, le comte de Hanau-Lichtenberg, «recrute» dans les cantons germaniques protestants réformés, surtout de Berne et de Zurich. En contrepartie de leur venue, il les autorise à ouvrir un lieu de culte réformé dans son village de Wolfisheim, à 6 km de Strasbourg. On y prêche pour la première fois le 28 octobre 1655. Ce temple accueille désormais aussi les Suisses qui s’établissent dans les murs de Strasbourg et dans ses territoires ruraux, tant les paysans que les marchands en vue et les artisans. Le Magistrat de Strasbourg, entièrement luthérien, cherche pourtant à en contrecarrer la fréquentation, en interdisant aux cochers de travailler le dimanche.
La paroisse se reconstitue peu à peu, dirigée par un pasteur d’origine suisse lui aussi et par son adjoint, chargé de la desserte de la diaspora, en particulier de Daubensand, colonie suisse fondée par les sires de Landsberg sur les rives du Rhin. Jusqu’au début du XVIIIe siècle, il arrive de nouveaux immigrés helvétiques qui renforcent les effectifs. À noter que des cultes en français sont organisés à nouveau.
Louis XIV, à partir seulement des années 1670 et surtout 1680, marque sa souveraineté « absolue », notamment en matière religieuse. Les protestants sont mal vus. Bien qu’il ne puisse pas ouvertement violer les engagements pris envers l'Alsace au traité de Westphalie (1648), il  prend une série de mesures qui les briment et limitent leurs droits, jusqu'à procéder à des conversions forcées, comme en Alsace Bossue et autour de Fort-Louis. Il annexe Strasbourg et ses territoires ruraux de la rive gauche du Rhin en 1681, y rétablit l’évêque et le culte catholique, persécute l’ancien ammeistre Dominique Dietrich, etc. Les réformés s’inquiètent à juste titre de se voir bientôt traités comme leurs coreligionnaires du royaume, à leur passage en cachette pour fuir à l’étranger les persécutions. En 1685, lors de la révocation de l’édit de Nantes, Louvois fait mine de s’étonner de leur inquiétude et leur répond en les autorisant à continuer de pratiquer leur culte. Il a soin de ménager ceux de leurs notables qui fabriquent de la toile à voile pour la marine royale. En revanche, il supprime les cultes en français en 1686, pour empêcher les soldats de la « Religion prétendue réformée » (RPR) de s’y rendre et les amener ainsi à abjurer. Il interdit même aux pasteurs de la paroisse de parler la langue du roi. Désormais, les comptes paroissiaux ne font plus état de secours aux religionnaires fugitifs, la condamnation aux galères en est la sanction, tant pour ces derniers que pour leurs protecteurs.
En conséquence, il est impossible à la paroisse de se procurer des pasteurs alsaciens ou romands qui pourraient être bilingues. Force lui est faite de les chercher en Suisse alémanique, ce qui sera en vigueur jusqu'à la Révolution. Ils ont cependant le droit d’habiter en ville où cependant la paroisse ne possède pas de presbytère. À la desserte de Daubensand s’ajoutent celle des ouvriers réformés de Klingenthal et celle du hameau de Rosenwiller lès Dettwiller, dont le seigneur, le comte de Rosen, a autorisé les colons suisses d’y construire leur temple en 1685, quand dans le royaume, tous les temples sont démolis. Les pasteurs touchaient des frais de déplacement, qu’ils fussent à pied, à cheval ou en calèche.
La paroisse réformée de Strasbourg-Wolfisheim comptait vers 1700-1710 400 foyers, soit environ 1 500 communiants. On venait s’y marier de 30 km à la ronde, les fidèles étant souvent disséminés dans un environnement à majorité luthérienne. Les immigrés suisses en formaient alors les deux tiers. A Strasbourg même, une minorité appartenait à la classe aisée des négociants, banquiers, fabricants, métiers d’art : les réformés devaient payer trois fois plus cher l’achat du droit de bourgeoisie que les catholiques et les luthériens, mais ils se rendaient utiles, voire indispensables, à la prospérité économique de la ville et aux intérêts du roi. Il semble bien cependant qu’ils n’étaient pas éligibles aux divers conseils du Magistrat.   
La fréquentation du culte a varié : de 100 personnes environ un dimanche ordinaire, on passait à 1 100, même à 1 300, les jours de fête et surtout de sainte cène, quatre fois par an comme ailleurs, selon les comptes paroissiaux. La censure des mœurs, préalable à la participation à la communion, instituée dès le XVIe siècle, fut supprimée en 1733 à l’occasion d’un changement de pasteur. Comme il était  strictement interdit par Louis XIV d’y accueillir un non réformé, surtout catholique, il est vraisemblable que les gens de passage et les nouveaux venus devaient présenter un certificat de baptême « de la confession helvétique », selon le terme en usage, ou un méreau.
Les cultes en français purent être rétablis en 1752. Le temple de Wolfisheim fut pourvu d’un orgue, car malgré les réticences de Calvin, il était désormais jugé indispensable. L’afflux des Suisses s’étant apaisé après 1730, le nombre des paroissiens diminuait peu à peu, lorsqu’en 1787 l’édit de tolérance promulgué bon gré, mal gré par Louis XVI, accorda enfin aux réformés de France la reconnaissance de leur état civil et ne s’opposa plus officiellement à la pratique du culte.
Les pasteurs obtiennent de pouvoir habiter à Strasbourg à partir du milieu du XVIIIe siècle. Auparavant, ils occupent un presbytère à Wolfisheim qui subsiste 14, rue du Château. Le temple, bâti à l'arrière, n'existe plus.

### Le retour à Strasbourg et l’installation rue du Bouclier
Aussitôt les notables du consistoire, nom donné alors au conseil des anciens, se croient autorisés à demander à la Ville de pouvoir y revenir pour bâtir un temple. Le Magistrat, craignant d’outrepasser les clauses de l’édit, préfère attendre pour se prononcer qu’ils aient reçu l’accord ministériel de Loménie de Brienne. Finalement, la paroisse obtient en 1788 le droit d’avoir intra muros son propre lieu de culte, à condition qu’il n’ait pas l’aspect d’une église, qu’il soit dépourvu de cloche et édifié en retrait de la voie publique : son existence est désormais tolérée.
Dès lors, les choses vont vite. Le consistoire achète un terrain rue du Bouclier, démolit le bâti et construit le temple actuel. La pose de la première pierre est rappelée par une inscription apposée au bas de l’angle gauche de la façade. Pendant les travaux, le culte est, sans attendre, célébré dans une remise à voitures attenante, avant qu’elle soit rasée à son tour. Le financement est en grande partie couvert par des collectes faites dans les paroisses des cantons suisses alémaniques réformés, où d’ailleurs se recrutent les pasteurs. En 1789, les deux pasteurs habitent 5 rue de l’Ail, mais aussi bien le sacristain (« marguillier ») que le chantre demeurent déjà 4 rue du Bouclier. 
Le 21 mars 1790 – c’est le début de la Révolution, les protestants de France ont obtenu les mêmes droits que les citoyens catholiques, les idées des Lumières prévalent – le nouveau temple est inauguré, en présence du maire Philippe-Frédéric de Dietrich (sa femme était une Bâloise réformée, d’ascendance huguenote) et des représentants des cultes luthérien et même catholique. Le temple de Wolfisheim, devenu inutile, est vendu après les troubles révolutionnaires et a été remplacé par une maison à colombages. Sa chaire est en même temps cédée à la paroisse réformée de Cosswiller. Le presbytère, accolé au temple, subsiste néanmoins, devenu désormais propriété privée. Au XVIIIe siècle cependant il était occupé par le sacristain, les pasteurs résidant en ville.

### Le temple et son mobilier
Pour sa construction et son mobilier, le consistoire s’est adressé uniquement à des Strasbourgeois, la plupart non protestants. Les plans du temple sont dus à l’entrepreneur Jean Regnard Pfauth. Ils obéissent à une esthétique typiquement réformée, voulue par les commanditaires : une salle rectangulaire, entourée de part et d’autre d’une tribune reposant sur des colonnes de grès d’ordre dit toscan, trois portes, sans autre ornement qu’une frise dorique courant à la base de la tribune. L’extérieur ressemble à une maison bourgeoise au toit soutenu par une forte charpente. Seul décor : le modeste fronton surmontant la porte principale. Pour le mobilier, on fit appel à des maîtres reconnus sur la place. La chaire, de style néo-classique contemporain, est l’œuvre du fécond ébéniste François Antoine Ketterer (1733-1796), probablement sur le dessin de l’artisan d’art Jean Baptiste Pertois (1733-1812), qui est en tout cas l’auteur de la table de communion, en marbre gris et blanc, la seule connue de lui. Ni vitrail, ni statue, ni même de croix. La petite croix et le verset biblique qui surmontent aujourd'hui la chaire ont remplacé postérieurement l’urne décorative originelle.

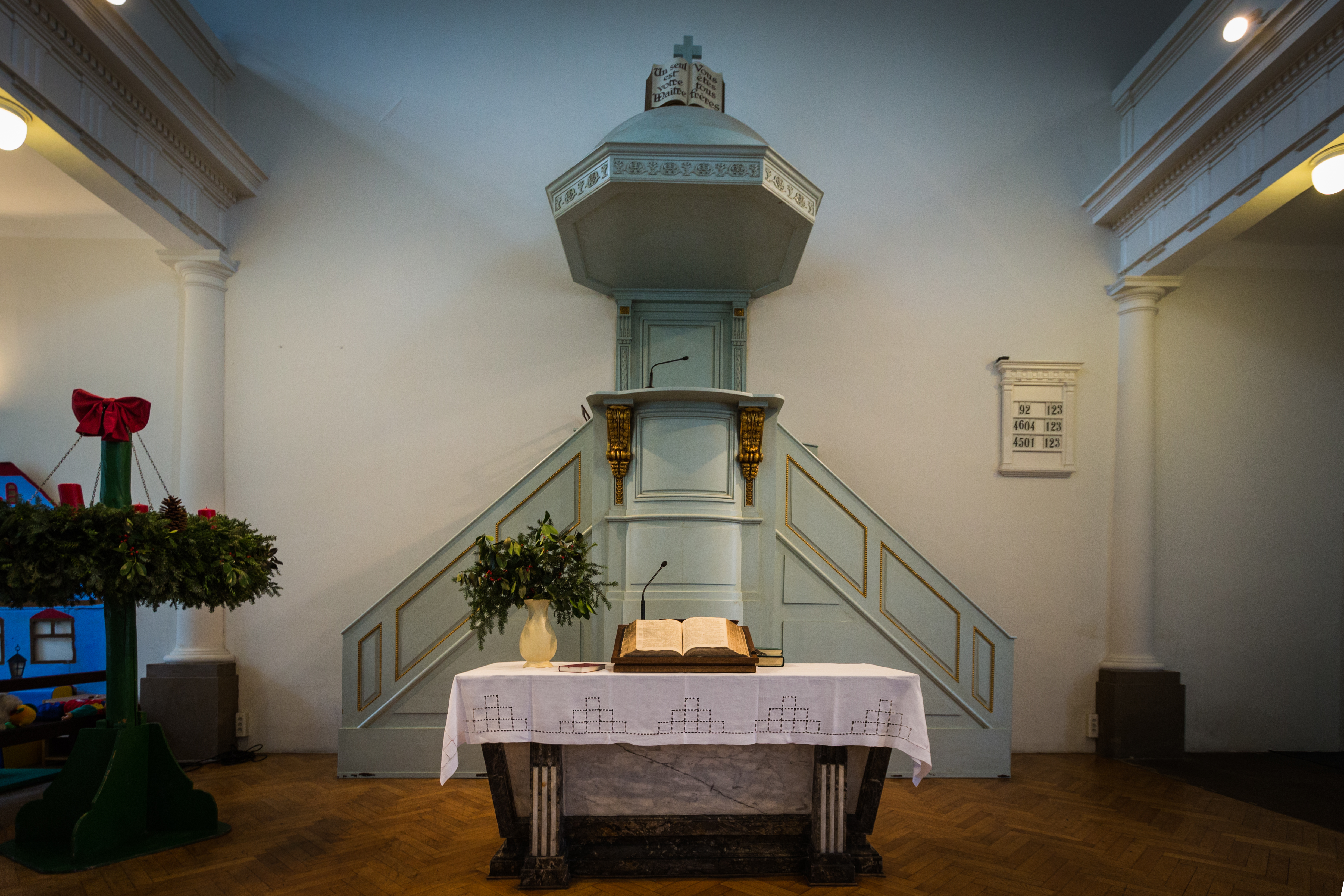
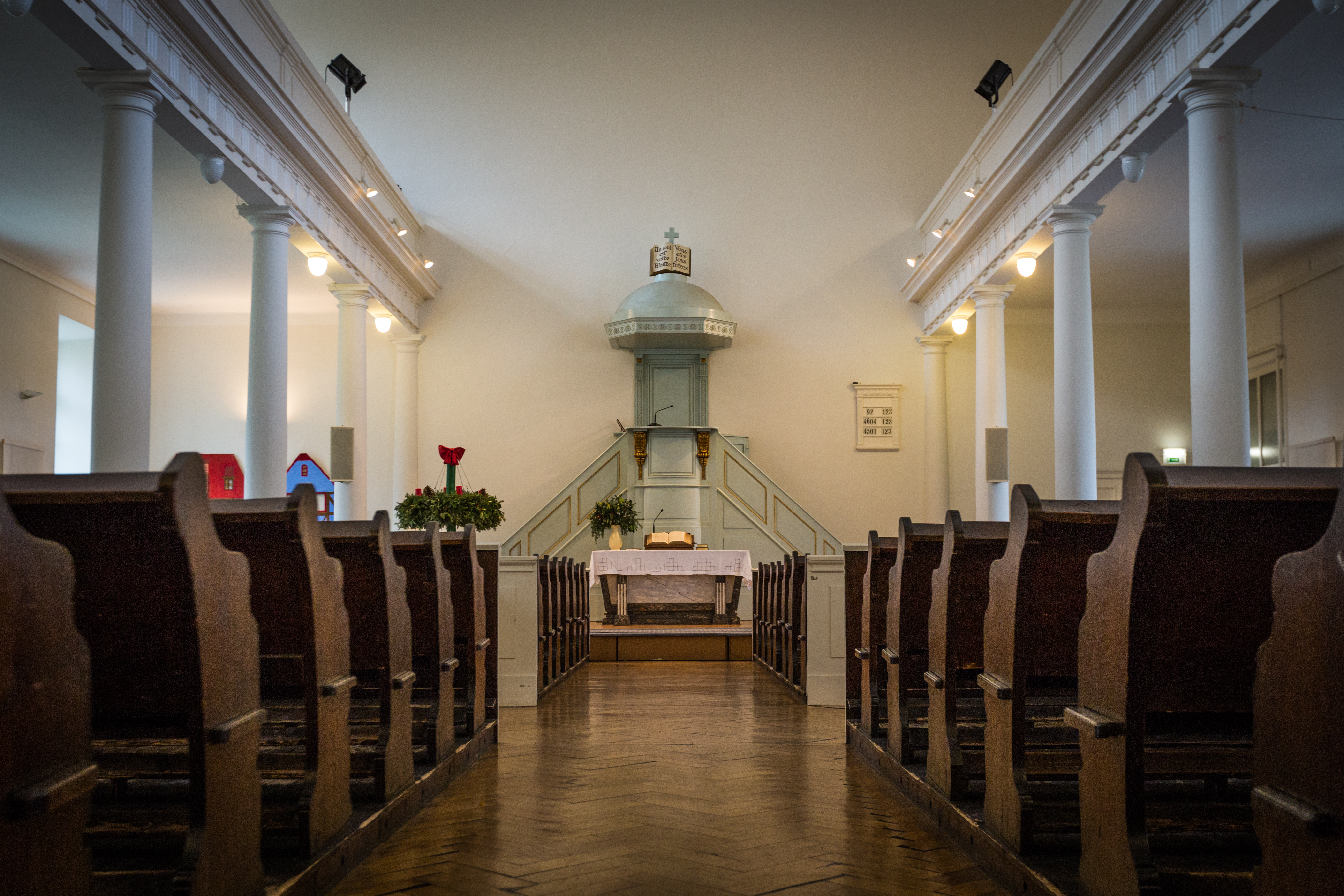
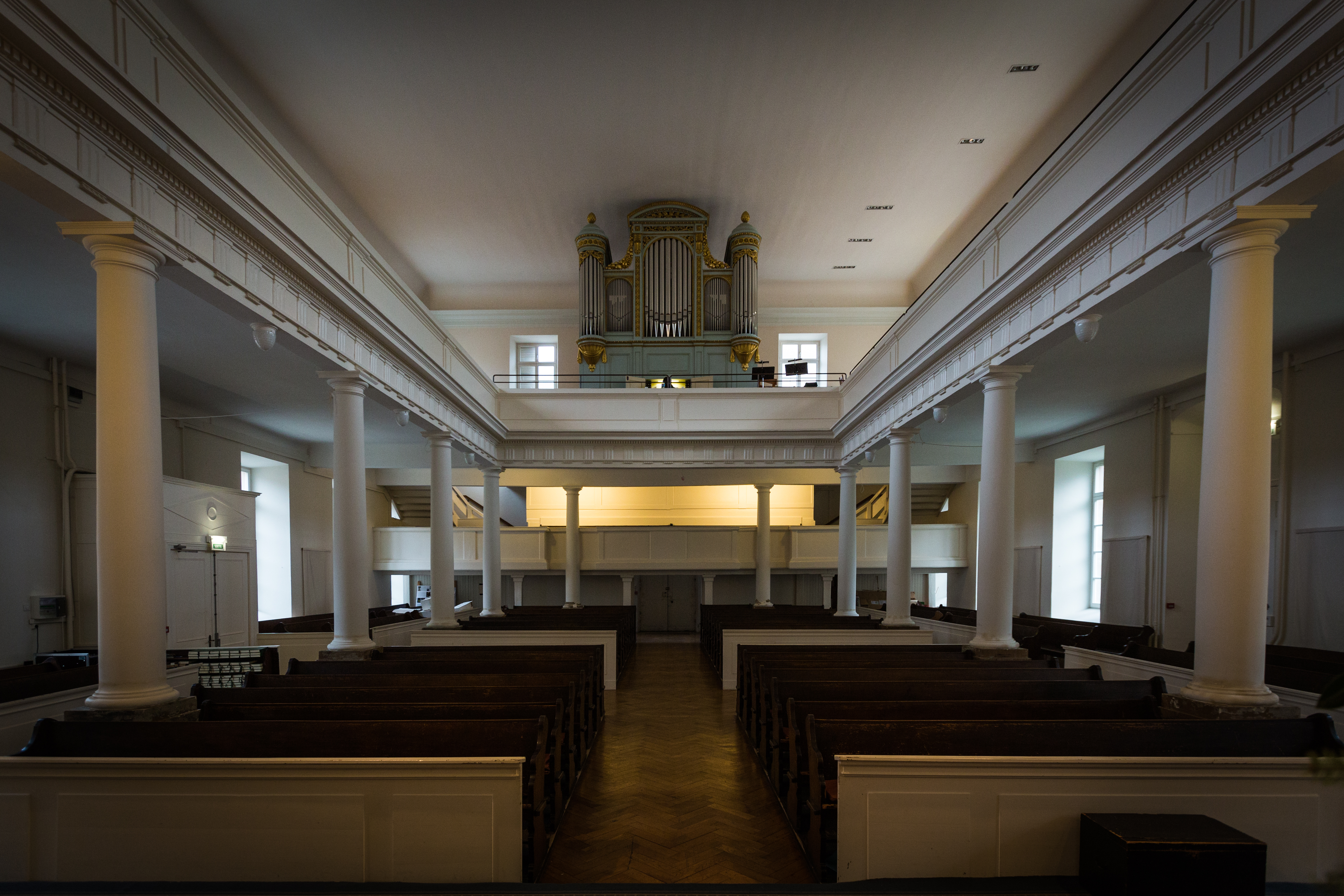
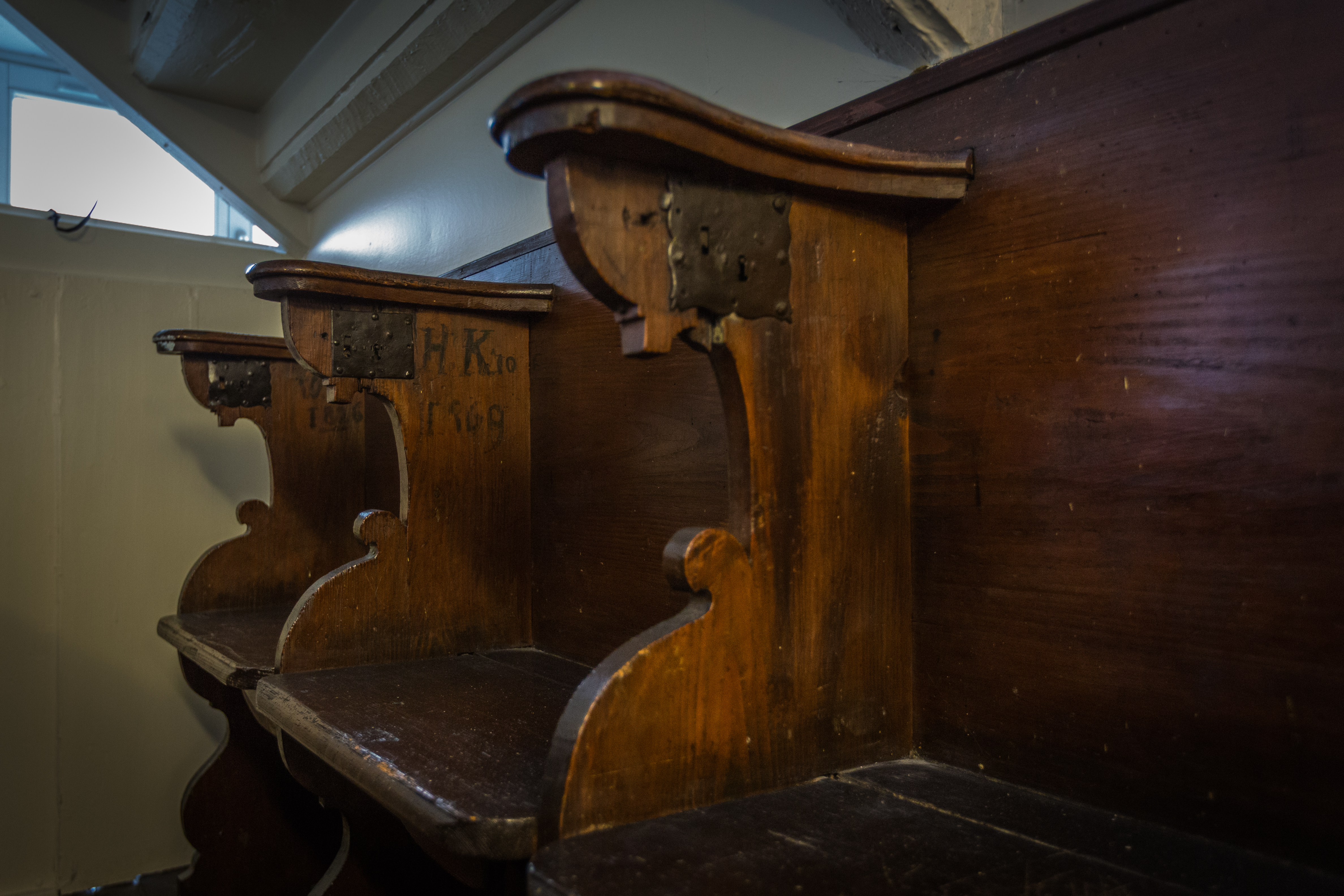

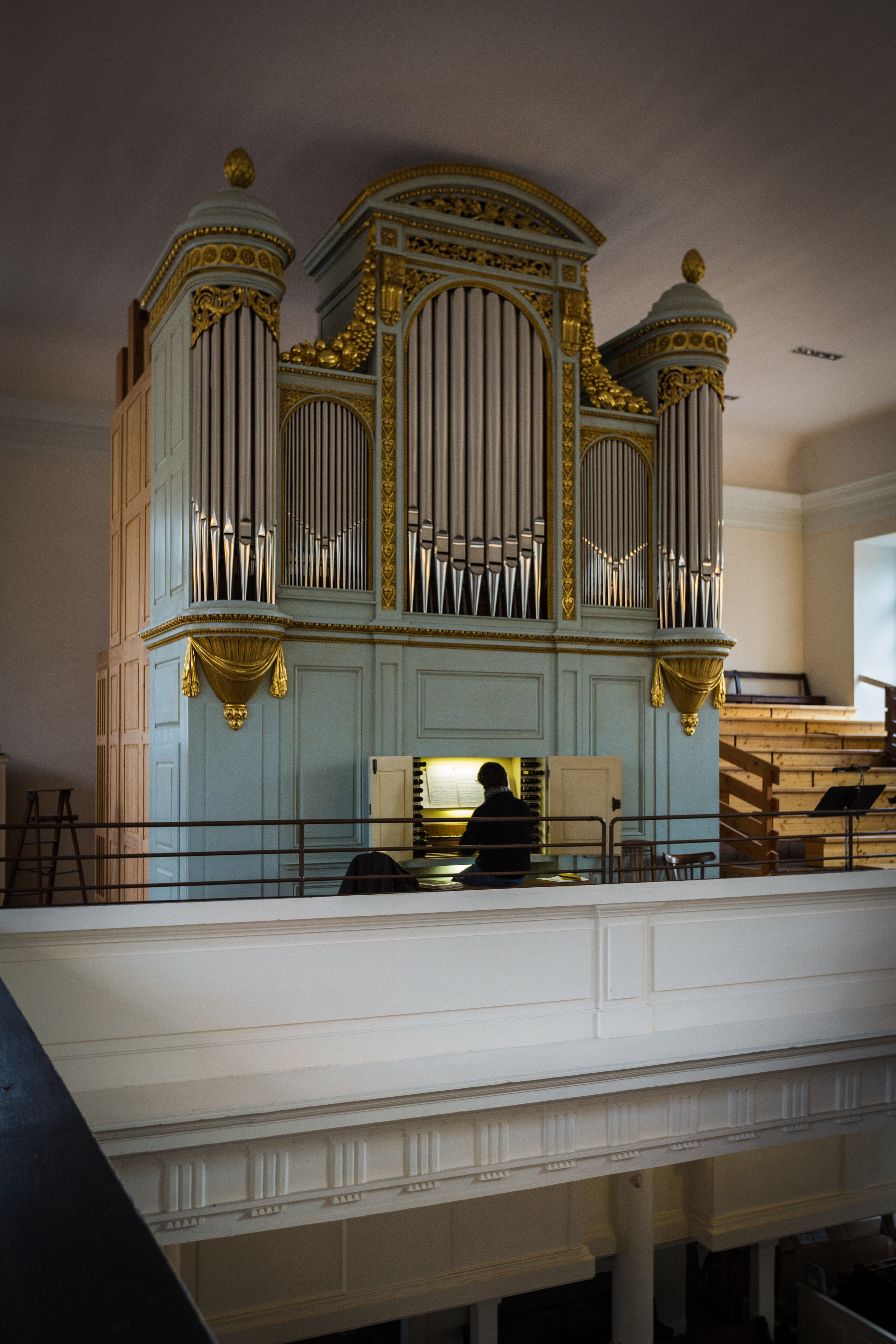
L’orgue restauré en 2007

Quant à l’orgue, il fut commandé à Jean Conrad Sauer (1735-1802), un élève continuateur de Jean-André Silbermann, et installé en 1790. Le buffet a également été dessiné par Pertois et exécuté par Ketterer. Soigneusement restauré  et redoré, comme la chaire, en 2007 sous l’égide des Monuments historiques, il abrite un instrument neuf, dû au facteur belge Dominique Thomas et à son équipe, de Spa, inauguré solennellement la même année. Sa conception est fortement inspirée des orgues de Thuringe, créées par le facteur T. H. Gottfried Trost (1680-1759), contemporain de J. S. Bach.

À noter qu'à l'origine, faute d'orgue, le chant des psaumes de l'assemblée était guidé par un chantre. C'était, en 1583, un épinglier réfugié de Metz, Pierre Michel.
Le temple et ses locaux appartiennent depuis leur construction à la paroisse, mais le presbytère adjacent est propriété communale.

### La Révolution et l’Empire
Tout à la joie et à la fierté de disposer d’un temple tout neuf et moderne, les paroissiens en allaient être bientôt privés. En effet, dès 1792, la Révolution se radicalise et le Club des Jacobins, fondé la même année, qui cherchait une salle assez grande et neutre pour ses réunions trouve à son goût ce temple dénué de symboles religieux et le fait réquisitionner à son usage exclusif. Cependant, les orateurs républicains dédaignent de parler en chaire : ils choisissent de monter à la petite tribune intermédiaire, sous l’orgue, pour haranguer l’auditoire, assis sur les bancs soigneusement retournés auparavant. Cette tribune est encore appelée de nos jours « la tribune des Jacobins ». Le culte est de toute façon interdit sous la Terreur, comme partout en France. C’est seulement presque un an après la chute de Robespierre, à la Pentecôte 1795, que l’édifice est rouvert aux paroissiens. Le seul pasteur resté en poste, le Bâlois Pierre Petersen (1762-1820), reprend alors ses fonctions et réorganise peu à peu la paroisse.
En 1802, les articles organiques promulgués par Bonaparte, en application du Concordat de 1801, pour les cultes luthérien et réformé, jettent les bases de l’organisation actuelle des Églises d’Alsace et de Moselle, dites pour cela «concordataires». Le Bouclier devient en 1806 le siège d’un consistoire englobant les communautés réformées de Cosswiller et de l’Alsace Bossue, dont le président en est désormais très souvent le premier pasteur de la paroisse. Le second, plus jeune, continue à desservir les annexes de Daubensand et de Rosenwiller, où il se rend à cheval, jusqu'au rattachement de celle-ci à Cosswiller.
Le conseil presbytéral, institué par ces Articles, se recrute alors par cooptation parmi les paroissiens les plus fortunés et notables : des propriétaires fonciers, un avocat, un professeur de médecine, un lithographe, des négociants et des juristes. Déjà à cette époque, les paroissiens venaient d’horizons divers, en particulier des paroisses réformées rurales et des milieux luthériens, mais aussi par conviction personnelle, comme Pierre Massenet. Le seul de sa famille, le grand-père du compositeur Jules Massenet, s’est en effet converti du catholicisme en 1802. Professeur à l’Université et député du Bas-Rhin, il entre au consistoire.

### AuXIXesiècle
Petersen obtient en 1816 la recréation du second poste pastoral, occupé dès l’année suivante pour la première fois dans l’histoire de la paroisse depuis le XVIe siècle par un Alsacien : André Maeder, de Mulhouse, est à son tour chargé de la desserte de Daubensand. Petersen meurt en 1820. La paroisse, reconnaissante, conserve un portrait de lui. Maeder lui succède et, à sa mort en 1873, il aura exercé le plus long ministère au Bouclier, 57 ans. Président du consistoire, il classe et inventorie les archives. Son adjoint, Mathias Richard (1795-1869), arrivé en 1820, mulhousien lui aussi, docteur en théologie, ancien aumônier militaire, a tenu la chaire de dogmatique réformée de la Faculté de théologie protestante de Strasbourg. La fin de sa carrière est assombrie par de nombreux déboires (lesquels?) et il démissionne en 1862.
Le courant qui s’est manifesté sous la IIe République, en 1848-1849, en faveur d’une union entre luthériens et réformés ayant échoué, Napoléon III révise les Articles organiques en 1852, en grande partie encore en vigueur de nos jours. En particulier, les conseillers sont dorénavant élus par les paroissiens, majeurs et masculins, tous les trois ans pour une durée de six ans, renouvelable. Les listes électorales permettent dès lors de se faire une idée du nombre de paroissiens inscrits, même si les femmes et les enfants en sont absents : 145 électeurs en 1855, 114 en 1859. Le souvenir d’un de ces conseillers s’est perpétué, puisqu'une des salles paroissiales porte son nom : Jean Charles Holtzapfel, avocat, longtemps trésorier de la communauté sous le Second Empire et son bienfaiteur.
Signe de l’évolution linguistique de l’Alsace, en 1844, le conseil juge insuffisant un seul culte en français par mois. Il en prévoit un chaque dimanche, outre le culte en allemand, à condition que le ministre des Cultes crée un troisième poste pastoral réservé à cet effet. Faute d’être entendu, mais pour répondre enfin à l’attente des fidèles, il décide en 1850 qu’au culte hebdomadaire en allemand à 9 heures succédera celui en français à 11 heures, avec un sermon chaque fois. Cependant, si la moitié du service se déroule désormais comme auparavant, l’autre moitié comportera « comme dans l’église primitive » des prières, des chants, une lecture de la Bible brièvement commentée par le pasteur. Cette mesure semble être une suite, tardive, de l’influence du Réveil, contrebalançant la pratique rationaliste héritée des Lumières de la fin du XVIIIe siècle.
Une école primaire, dite « école mutuelle des enfants réformés », a fonctionné dans les locaux paroissiaux au plus tard de 1811 à sa suppression en 1850, consécutive à la loi Falloux. Était-ce par souci des parents d’épargner à leurs enfants la contamination des autres confessions ?
Le sacristain devait, entre autres tâches décrites dans son cahier des charges de 1830, évacuer du temple les enfants remuants et se montrer prévenant et modeste envers les adultes.

### Pendant leReichsland
Lors du terrible siège de Strasbourg, qui est bombardée en 1870, une ambulance est installée dans l’église. Sous le régime allemand, les premiers pasteurs d’origine luthérienne sont nommés au Bouclier, les réformés d’Alsace ayant toujours eu du mal à en recruter suffisamment en leur sein. La fin du XIXe siècle est marquée par deux événements durables : la fondation en 1890 de la chorale paroissiale, dirigée dès 1897 par Charles Niesberger, et en 1895 la réunion du premier synode des cinq consistoires réformés de l’Alsace-Lorraine, sous l’impulsion du pasteur Charles Piepenbring (1840-1928), du Bouclier. Enfin, les consistoires se rapprochaient pour envisager un programme commun. Pendant qu’au Bouclier, on élargit le portail de la cour donnant sur la rue, l’action persévérante de Piepenbring aboutit à la création, par une loi de 1905 de l’Église réformée d’Alsace-Lorraine, la future ERAL, dont il est élu le premier président à la tête du conseil synodal. La même année, un clocher est élevé sur le côté du temple et pourvu d’une cloche.
Pour mieux connaître la vie de la paroisse, ses orientations, les activités de ses groupes, ses problèmes, il faudrait dépouiller les archives que constituent les actes du conseil presbytéral et le bulletin paroissial qui, par la suite, entre les deux guerres, est imprimé. La guerre de 1914-1918 a pour conséquence la suppression des cultes en français, qui accompagne l'interdiction de parler cette langue dans tout le Reichsland, à partir de 1915. Cette guerre a forcément causé des blessures et des victimes parmi les fidèles, mais aucune plaque commémorative n’en garde le souvenir dans le temple, peut-être pour ne pas ranimer les souvenirs d'une guerre où les soldats alsaciens combattirent sous différents uniformes. En tout cas, le gouvernement a maintenu à son poste de président de l'ERAL le pasteur Kuntz, en raison de sa conduite réservée à l’égard des autorités allemandes.

### Depuis cent ans
Dès lors, le Bouclier évolue comme les autres paroisses strasbourgeoises, avec une assise sociale plus populaire qu’à la paroisse sœur de Saint-Paul, érigée en 1921, totalement francophone et tournée vers l'Université. La paroisse est desservie par des pasteurs issus de l’Église réformée de France. Le régime concordataire a été maintenu de haute lutte en 1924, surtout à la suite de manifestations de masse organisées par l’évêché. En 1938, une plaque est apposée sur la façade du temple, pour le 400e anniversaire de la venue de Calvin et en souvenir de son successeur martyr, Pierre Brully.
Surviennent la guerre de 1939 et tous ses bouleversements et malheurs consécutifs. Une partie des paroissiens évacués dans le Sud-Ouest ne revient pas à Strasbourg, tel le second pasteur Edmond Jacob (1909-1998). Le régime nazi interdit les élections, les cultes en français et les sonneries de cloche, dissout les mouvements chrétiens de jeunesse et séquestre les biens d’église. Saint-Paul est fermé et redevient église de garnison. Ceux de ses paroissiens qui sont restés en Alsace rejoignent le Bouclier. Les articles organiques étant également balayés, dans l’espoir de décourager la pratique religieuse et d’assécher les finances des Églises, les pasteurs sont payés par l’impôt volontaire ecclésiastique. Le résultat opposé au calcul officiel se produit : jamais les fidèles n’ont été aussi généreux. 
Charles Bartholmé (1881-1962), président du conseil synodal, et son collègue Charles Frey, pasteurs au Bouclier, n’avaient le droit que d’organiser les cultes et les casuels et d’assurer le catéchisme, le tout exclusivement dans le temple. Homme prudent, « schlauer Fuchs » (renard malin), selon les autorités nazies, il évita autant qu’il put d’attirer leur attention, fit traîner les dossiers délicats, garda le contact avec l’Église confessante d’Allemagne – un voyage mystérieux à Berlin semble s’expliquer ainsi. La feuille paroissiale étant interdite, tout se transmettait oralement, entre gens de confiance. Le Bouclier n’était pas bien vu par ceux du Parti, car un employé de la mairie vint en uniforme de S.A. inspecter le fichier paroissial pour inciter les personnes inscrites à rejoindre la paroisse Saint-Guillaume, sous prétexte de proximité géographique. Il est vrai que l’attitude de Bartholmé et de ses conseillers, notamment du juge Pierson, et son charisme ont attiré des sympathisants des autres paroisses au Bouclier qui reste une paroisse d’« affinité élective ».
Bartholmé assure quasiment seul, après la Libération de 1944, le redressement de la paroisse, jusqu'à l’arrivée d'Édouard Wagner (1906-1992) en 1952 et son départ à la retraite en 1955. Les activités de la paroisse, les mouvements de jeunesse, les concerts de la chorale, les cultes en français reprennent. De nouvelles, comme le groupe des visiteurs paroissiaux et les cercles féminins, s’y ajoutent. Bien plus tard, la fermeture de l’Église libre voisine du Pont-Saint-Martin, uniquement francophone, et la suppression de Saint-Nicolas comme paroisse ont poussé nombre de leurs fidèles à s’inscrire au Bouclier.
En 1960, on y dénombre 1 982 paroissiens, les plus populeuses des paroisses de l’ERAL étant alors Mulhouse Saint-Étienne (3 463 âmes) et Mulhouse Saint-Paul (3 357). É. Wagner est le dernier des pasteurs de la paroisse à cumuler la présidence du conseil synodal.
À la différence des autres paroisses de la ville, la sainte cène est distribuée le dernier dimanche du mois, en plus des jours de fête, mais comme partout la confirmation des catéchumènes, au bout de trois années de catéchisme, a lieu à la Pentecôte et non plus aux Rameaux, comme autrefois. Faute d’assistance suffisante, les cultes en allemand n’ont plus lieu depuis plus de 20 ans.
Les effectifs, comme ailleurs, diminuent, tant par leur vieillissement que par leur désaffection. Cependant, l’intensité et le foisonnement des activités, notamment auprès des enfants et des adolescents, permettent de toucher un public d’origine variée, souvent épisodique, mais aussi régulier. Pour preuve, le nombre des confirmands y est quasi égal au total de ceux des autres paroisses de Strasbourg-Centre. Il suffit de parcourir la feuille paroissiale ou de visiter son site Internet pour se faire une idée des activités proposées. Autour d’un noyau stable de fidèles présents et actifs se tisse une toile de paroissiens « sur le seuil », accueillis avec les mêmes égards que les premiers.
Aujourd'hui, la paroisse compte quelque 670 foyers et environ 1 200 membres qui n’habitent pas tous en ville et sont d’origine religieuse ou philosophique diverses. La fréquentation moyenne du culte hebdomadaire est de 50 personnes, avec de l’étiage à une trentaine en été et des crues de plusieurs centaines les jours festifs.

## Ministères pastoraux
- Pierre Petersen (1795-1830, portrait offert à la paroisse en 1857).
- Adam Maeder (1815-1872).
- Charles Piepenbring (1880-1914, président de l’ERAL).
- Édouard Stricker (1885-1919).
- Charles Bartholmé (1935-1955, président de l’ERAL).
- Philippe Edouard Wagner (1947-1976, président de l’ERAL).
- Antoine Pfeiffer (1975-?)
- Pierre Magne de la Croix (2007-2022)
- Fabian Clavairoly, depuis septembre 2013[16].

### Archives
- Archives de la paroisse du Bouclier et du consistoire réformé de Strasbourg, Archives départementales du Bas-Rhin, 2G482
- « Église française de Strasbourg, XVIe siècle » Notes et copies de documents, Bibliothèque nationale et universitaire de Strasbourg, BNUS, Ms 4919, fol. 96-134. (papiers de Charles Schmidt)